# The Love Club
The Love Club é o primeiro extended play (EP) da cantora e compositora neozelandesa Lorde. O seu lançamento em 8 de março de 2013 através da editora discográfica Universal Music, primeiramente na Nova Zelândia e Austrália. Tendo assinado um contrato discográfico com Scott Maclachlan, representante da A&R, em 2009, a cantora apenas realizou as suas primeiras composições dois anos mais tarde, em 2011. Para auxiliá-la na tarefa, Maclachlan recrutou Joel Little e o resultado foi a gravação de EP, primeiramente lançado gratuitamente na plataforma SoundCloud. As sessões de gravação ocorreram ao longo de 2012, no estúdio Golden Age Studios, na Nova Zelândia, sob a produção executiva e musical de Joel Little.
O material deriva dos gêneros pop independente e trip hop, e incorpora elementos da música eletrônica em sua melodia, enquanto que as suas letras exploram temas como o amor e a juventude. The Love Club foi aclamado pelos críticos musicais logo após o seu lançamento oficial, que elogiaram os vocais da jovem artista e as suas composições e estilo. Comercialmente, obteve um desempenho moderado. Atingiu a segunda posição das tabelas musicais da Nova Zelândia e da Austrália, enquanto que nos Estados Unidos alcançou a 23.ª colocação da Billboard 200. A divulgação do projeto foi feita através de apresentações da artista em programas televisivos e casas de shows, bom como com o lançamento de seu single de estreia, "Royals", que atingiu a primeira posição das mais tocadas em países como Canadá e Estados Unidos.

## Antecedentes e gravação
Em 2009, a estudante de 12 anos neozelandesa Ella Yelich-O'Connor participou de um show de talentos na Takapuna Grammar School em que estudava na costa norte de Auckland, onde interpretou a canção "Warwick Avenue" da cantora Duffy. O vídeo da gravação chamou a atenção de Scott Maclachlan, tendo logo conseguido um contrato para a artista com a Universal Music. Durante as primeiras semanas de desenvolvimento nos estúdios Golden Age, Lorde afirmou que conversou com outros compositores locais, mas não funcionou, devido a eles não levarem a artista a sério por sua pouca idade, e decidiu, então, que escreveria as suas próprias canções. Em última análise, Maclachlan resolveu apresentar a jovem ao produtor Joel Little em dezembro de 2011; Little ficou encantado com as habilidades vocais e de escrita de Lorde, e passou a desenvolver melodias baseadas nas letras da cantora.
The Love Club foi gravado nos estúdios Golden Age, na Nova Zelândia; Lorde passou muito tempo neste espaço de escrita e gravação - 10 a 12 horas por dia e, por vezes, em 50 a 60 horas por semana. O disco foi posto para download gratuito em dezembro de 2012 tendo sido baixado mais de 60 mil vezes, antes de ser retirado e enviado as lojas digitais, como a Amazon e a iTunes Store.

## Composição
Na faixa-título, ela aborda ambições, medos e ansiedades de uma adolescente comum em que canta os efeitos de sua popularidade diante das pessoas, família e amigos. Em "Royals" fala sobre suas fantasias de realeza num mundo comum, quando diz and we’ll never be royals, it doesn’t run in our blood that kind of love just ain’t for us.

## Recepção
James Christopher Monger do Allmusic escreveu: O EP, que inclui seu hit assinatura, encontra a cantora Kiwi oferecendo cinco evocativas, meditações electro-pop sobre a vida, o amor, e as alegrias eternas e as dores da juventude, fornecendo uma sensual, musculosa trilha sonora para o verão que provavelmente irá estabelecer comparações para artistas como Sky Ferreira, Florence and the Machine, Lana Del Rey, e Grimes. Um redator não creditado para o Teco Apple concluiu que "Com uma produção grandiosa e vocais doces, a garota busca inspiração em artistas como M.I.A. (de forma desacelerada em "Royals"), Grimes ("Bitting Down"), Florence and the Machine ("Bravado") e Santigold (na dancehall "Million Dollar Bills") para revelar um talento nato e autêntico para a sua idade. Neste universo contemporâneo, a garota desvenda e recria um eletropop para cada uma das cinco faixas do trabalho." Para o The New Zealand Herald, Chris Schulz, destacou: Mas tudo sobre as cinco faixas do EP de estreia de Lorde exala classe. Ela escreve e canta todas as suas próprias canções, dando a conhecer a todos os acenos da colega Kimbra Kiwi a superstar pop Beyoncé e o futuro-contemplando cantor R&B The Weeknd.

## Lista de faixas
| Download digital |                        |                                    |         |  |
| N.º              | Título                 | Compositor(es)                     | Duração |  |
| 1.               | "Bravado"              | Joel Little / Ella Yelich O'Connor | 3:41    |  |
| 2.               | "Royals"               | Joel Little / Ella Yelich O'Connor | 3:10    |  |
| 3.               | "Million Dollar Bills" | Joel Little / Ella Yelich O'Connor | 2:18    |  |
| 4.               | "The Love Club"        | Joel Little / Ella Yelich O'Connor | 3:21    |  |
| 5.               | "Biting Down"          | Joel Little / Ella Yelich O'Connor | 3:34    |  |
| Duração total:   | Duração total:         | Duração total:                     | 15:14   |  |

## Créditos de elaboração
Lista-se abaixo os profissionais envolvidos na elaboração de The Love Club, de acordo com o encarte do extended play (EP):
- Masterização e engenharia - Stuart Hawkes;
- Mixagem e produção - Joel Little;
- Composição - Joel Little, Lorde;

## Desempenho nas tabelas musicais
Na data referente a 18 de março de 2013, The Love Club estreou na segunda colocação da New Zealand Albums Chart, onde passou um total de 16 semanas entre as dez primeiras posições, tendo saído na nona quando deslocou-se da oitava para 19ª. Devido à sua prestação em território neozelandês, a Recording Industry Association of New Zealand (RIANZ) certificou o projeto com disco de ouro com distribuições acima das 7,500 mil cópias. Na Austrália, o álbum debutou na 39ª da Australian Albums Chart e teve como pico a 26ª.
O desempenho se expandiu para o continente norte-americano quando o álbum listou-se na Billboard 200 dos Estados Unidos, onde fez sua estreia na 191ª e alcançou a 74ª como melhor em sua quarta semana, antes de passar pelas posições de número 104 e 86, na segunda e terceira semana, respectivamente.
| Tabela musical                                       | Melhor Posição |
| ---------------------------------------------------- | -------------- |
| Austrália (ARIA Charts)                              | 2              |
| Canadá (Canadian Albums Chart)                       | 22             |
| Estados Unidos (Billboard 200)                       | 23             |
| Estados Unidos (Heatseekers Albums)                  | 1              |
| Estados Unidos (Alternative Albums)                  | 6              |
| Estados Unidos (Rock Albums)                         | 6              |
| Nova Zelândia (The Official New Zealand Music Chart) | 2              |

| Região (Certificador) | Certificação | Vendas   |
| --------------------- | ------------ | -------- |
| Austrália (ARIA)      | 7× Platina   | 490.000+ |
| Estados Unidos (RIAA) | —            | 60.000+  |
| Nova Zelândia (RIANZ) | Platina      | 15.000+  |

## Histórico de lançamento
| País          | Data               | Formato          | Gravadora       |
| ------------- | ------------------ | ---------------- | --------------- |
| Austrália     | 8 de março de 2013 | Download digital | Universal Music |
| Nova Zelândia | 8 de março de 2013 | Download digital | Universal Music |